# Tapmukjaure (Jokkmokks socken, Lappland)
Tapmukjaure är en sjö i Jokkmokks kommun i Lappland och ingår i Piteälvens huvudavrinningsområde. Sjön har en area på 0,28 kvadratkilometer och ligger 342,2 meter över havet. Tapmukjaure ligger i Piteälven Natura 2000-område.

## Delavrinningsområde
Tapmukjaure ingår i det delavrinningsområde (734569-168726) som SMHI kallar för Ovan 734300-168888. Medelhöjden är 351 meter över havet och ytan är 8,73 kvadratkilometer. Räknas de 8 avrinningsområdena uppströms in blir den ackumulerade arean 171,89 kvadratkilometer. Vitbäcken som avvattnar avrinningsområdet har biflödesordning 3, vilket innebär att vattnet flödar genom totalt 3 vattendrag innan det når havet efter 128 kilometer. Avrinningsområdet består mestadels av skog (83 procent). Avrinningsområdet har 0,42 kvadratkilometer vattenytor vilket ger det en sjöprocent på 4,8 procent.